# Grenville (Schiff, 1936)
HMS Grenville (H03) war der Flottillenführer für die Zerstörer der G-Klasse der britischen Royal Navy. Im Zweiten Weltkrieg wurde das Schiff mit der Battle Honour „Atlantic 1939“ ausgezeichnet.
Die Grenville ging schon am 19. Januar 1940 verloren, als sie vor Harwich auf eine von deutschen Zerstörern ausgebrachte Mine lief.

## Geschichte
Am 15. März 1934 wurden die acht Zerstörer der G-Klasse und ein Flottillenführer bei fünf britischen Werften bestellt. Der Auftrag für den Flottillenführer ging an Yarrow im Glasgower Stadtteil Scotstoun, die zuvor schon den Bauauftrag für voran gehenden Flottillenführer Faulknor erhalten hatte. Die Kiellegung des Neubaus erfolgte am 29. September 1934, der Stapellauf fand am 15. August 1935 statt und am 1. Juli 1936 wurde das Schiff in Dienst gestellt. Sie war das dritte Schiff der Royal Navy, das seit 1763 den Namen des britischen Admirals Sir Richard Grenville (1541–1591) führte. Zuvor hatte von 1916 bis 1931 ein bei Cammel Laird gebauter Flottillenführer der Parker-Klasse dessen Namen geführt. Diese Grenville war bei der Home Fleet und Atlantic Fleet bis 1919 eingesetzt gewesen und hatte sich dann in der Reserve befunden.
Der neue Flottillenführer war eine etwas kleinere Weiterentwicklung der vorangegangenen baugleichen Flottillenführer Exmouth und Faulknor. Der kürzere Rumpf wurde durch den Wegfall der Marschturbinen und kleinere Kesselräume erreicht. Die Grenville erhielt dazu neue Yarrow-Kessel mit einer veränderten Anordnung der Feuerung, die erstmals auf dem für Jugoslawien gebauten Flottillenführer Dubrovnik eingebaut worden waren.

### Einsatzgeschichte
Der Zerstörerführer ersetzte ab März/April 1936 mit den zugehörigen Zerstörer der G-Klasse den Flottillenführer Montrose und Zerstörer der V- und W-Klasse in der 20. Zerstörerflottille bei der Mediterranean Fleet. Diese Flottille war im September 1935 wegen der Abessinienkrise aus Reserveschiffen gebildet worden. Ende 1936 wurde die Flottille in die „1st Destroyer Flotilla“ umbenannt, als sie auch diese bisher von der Keppel und Zerstörern der V- und W-Klasse gebildete Flottille ersetzte, die als „8th Destroyer Flotilla“ bis Ende 1934 auf der China Station gedient hatte und dann mit den bei der Mittelmeerflotte eingesetzten Zerstörern der D-Klasse ausgetauscht worden war.
Die Grenville war mit der „1st Destroyer Flotilla“ bis 1939 vorrangig im westlichen Mittelmeer zur Beobachtung des Spanischen Bürgerkriegs im Einsatz und war nur zu zwei Überholungen vom 24. Mai bis zum 9. Juni 1937 und vom 7. Juni bis zum 25. Juli 1938 in Portsmouth. Auch bei Kriegsbeginn 1939 war sie mit den Zerstörern der G-Klasse Teil der britischen Mittelmeerflotte.

### Kriegseinsätze
Der Flottillenführer diente zu Beginn des Zweiten Weltkriegs zum Schutz des britischen Handelsverkehrs und zur Überwachung der deutschen Schiffsbewegungen im Mittelmeer. Nachdem Gallant, Glowworm, Grafton und Greyhound schon einige Tage zuvor dem Marsch in die Heimat angetreten hatten, verlegte ab dem 22. Oktober 1939 die Grenville mit Griffin, Grenade und Gipsy auch zum Western Approaches Command und erreichte Plymouth am 2. November. Nur die Garland musste im Mittelmeer verbleiben, da sie durch eine Explosion eigener Wasserbomben einen schweren Heckschaden hatte, der in Malta bis um Mai 1940 repariert wurde.
In der Nacht zum 8. November kollidierten Grenville und Grenade bei einem Einsatz. Durch die Kollision lief der dritte Kesselraum der Grenville voll Wasser und sie fiel wegen der notwendigen Reparatur in Devonport bis zum Monatsende aus. Während der Reparaturdauer verlegte die „1st Destroyer Flotilla“ nach Harwich zur Überwachung der Themsemündung und zu Geleitaufgaben in der südlichen Nordsee. Die Grenville war dort ab dem 3. Dezember wieder einsatzbereit und nahm an verschiedenen Vorstößen gegen den deutschen Schiffsverkehr vor der niederländischen und deutschen Nordseeküste teil. Neben den Zerstörern der G-Klasse, von denen Gipsy inzwischen nach einem Minentreffer gesunken war, nahmen auch die polnischen Zerstörer Blyskawica und Grom an diesen Einsätzen teil.

### Das Ende derGrenville
Von einem derartigen Einsatz kehrte sie mit sechs weiteren Einheiten am 19. Januar nicht zurück, als sie 23 Seemeilen östlich des Feuerschiffs „Kentish Knock“ eine Mine auslöste. 77 Besatzungsangehörige verloren ihr Leben beim sofortigen Untergang der Grenville 51° 39′ N, 2° 17′ O. Trotz der anfangs unklaren Gefährdung setzten Grenade und Griffin Boote aus und konnten 117 Schiffbrüchige retten.
Die Minensperre, auf die die Grenville lief, war in der Nacht zum 7. Januar von den deutschen Zerstörern Friedrich Eckoldt, Erich Steinbrinck und Friedrich Ihn gelegt worden.